# Hudak Peak
Hudak Peak är en bergstopp i Antarktis. Den ligger i Västantarktis. Chile gör anspråk på området. Toppen på Hudak Peak är 1 440 meter över havet.
Terrängen runt Hudak Peak är varierad. Trakten är obefolkad. Det finns inga samhällen i närheten. 